# How I Met Your Mother/Staffel 6
Die sechste Staffel der amerikanischen Sitcom How I Met Your Mother hatte ihre Erstausstrahlung vom 20. September 2010 bis zum 16. Mai 2011 auf dem Sender CBS. Die deutschsprachige Erstausstrahlung sendete der Free-TV-Sender ProSieben vom 7. September bis zum 30. November 2011 in Doppelfolgen.

## Darsteller
| Rollenname                    | Schauspieler        |
| ----------------------------- | ------------------- |
| Theodore „Ted“ Evelyn Mosby   | Josh Radnor         |
| Marshall Eriksen              | Jason Segel         |
| Robin Charles Scherbatsky Jr. | Cobie Smulders      |
| Barney Stinson                | Neil Patrick Harris |
| Lily Aldrin                   | Alyson Hannigan     |

## Episoden
| Nr. (ges.) | Nr. (St.) | Deutscher Titel               | Originaltitel              | Erstausstrahlung USA | Deutschsprachige Erstausstrahlung (D) | Regie         | Drehbuch                      | Zuschauer (DE) |
| --- | --------- | ----------------------------- | -------------------------- | -------------------- | ------------------------------------- | ------------- | ----------------------------- | -------------- |
| 113 | 1         | Meins                         | Big Days                   | 20. Sep. 2010        | 7. Sep. 2011                          | Pamela Fryman | Carter Bays & Craig Thomas    | 1,29 Mio.      |
| Robin achtet nicht mehr auf ihr Aussehen, da sie nicht über Don hinweg ist. Es stellt sich heraus, dass Marshalls Vater weiß, dass er und Lily ein Kind bekommen wollen. Lily ist sauer darüber, dass Marshall mit seinem Vater und auch noch mit seinen Arbeitskollegen darüber geredet hat. Ted und Barney wollen in der Bar beide eine Frau erobern, die, wie sich zeigt, mit Teds Ex-Freundin Cindy liiert ist. Robin will Barney und Ted beweisen, dass sie noch immer attraktiv ist, zieht sich um und wird angesprochen, was Robin als Beweis ansieht, dass sie immer noch „scharf“ ist. Lily und Marshall legen ihren Streit bei. |           |                               |                            |                      |                                       |               |                               |                |
| 114 | 2         | Das große Aufräumen           | Cleaning House             | 27. Sep. 2010        | 7. Sep. 2011                          | Pamela Fryman | Stephen Lloyd                 | 1,19 Mio.      |
| Barneys Mutter verkauft ihr Haus. Er, Marshall, Lily, Robin, Ted sowie Barneys Bruder James helfen beim Umzug. Dort wird den beiden Brüdern klar, dass ihre Mutter sich oft nur Geschichten ausgedacht hat, um sie glücklich zu machen. Derweil versucht Robin Ted mit einer ihrer Freundinnen zusammenzubringen und beschreibt ihn in einer SMS. Barney und James finden einen nicht abgesendeten Brief, welcher offensichtlich an einen ihrer Väter gerichtet war. Sie und die Freunde fahren zur angegebenen Adresse. Bei der Fahrt sendet Robin versehentlich eine SMS an alle ihre Kontakte, die sie zur Belustigung geschrieben hatte. Letzten Endes stellt sich heraus, dass es sich bei dem Empfänger des Briefes um James Vater handelt, auch wenn Barney dies nicht einzusehen scheint. Robin stellt gegenüber ihrer Freundin klar, dass die SMS nur ein Spaß war.                                                                               |           |                               |                            |                      |                                       |               |                               |                |
| 115 | 3         | Unvollendet                   | Unfinished                 | 4. Okt. 2010         | 14. Sep. 2011                         | Pamela Fryman | Jamie Rhonheimer              | 1,12 Mio.      |
| Barney möchte, dass Ted das neue Hauptgebäude der GNB plant. Ted lehnt jedoch ab. Derweil ist Robin noch immer nicht über Don hinweg und ruft ihn öfter an. Lily ist der Meinung, sie sollte einfach seine Nummer löschen, was sie letzten Endes auch tut. Barney umgarnt Ted, dieser lehnt den Job weiterhin ab, erfährt jedoch kurz danach, dass Barney angeblich schon einen anderen Architekten gefunden hat. Das stellt sich jedoch als unwahr heraus. Robin hat Dons Nummer, wie sich zeigt, als sie wieder versucht ihn anzurufen, vergessen. Ted nimmt den Job am Ende an. |           |                               |                            |                      |                                       |               |                               |                |
| 116 | 4         | Jeder gegen jeden             | Subway Wars                | 11. Okt. 2010        | 14. Sep. 2011                         | Pamela Fryman | Chris Harris                  | 1,14 Mio.      |
| Sämtliche Mitglieder der Gruppe haben eine äußerst schlechte Woche erlebt und brauchen dringend einen Erfolg. Schließlich beschließen sie, vom MacLaren’s ein Wettrennen zu einem bestimmten Punkt in New York zu starten, das jeder auf verschiedenem Wege und mit verschiedenen Fortbewegungsmitteln bestreitet. Letzten Endes gewinnt Robin das Rennen, weil Barney Ted kurz vor dem Ziel zum Stolpern brachte. Wie man erfährt, hat Barney den Sturz absichtlich verursacht, um Robin gewinnen zu lassen. |           |                               |                            |                      |                                       |               |                               |                |
| 117 | 5         | Der Architekt der Vernichtung | Architect of Destruction   | 18. Okt. 2010        | 21. Sep. 2011                         | Pamela Fryman | Carter Bays & Craig Thomas    | 1,47 Mio.      |
| Ted erfährt, welches Haus für den Neubau des Hauptgebäudes der GNB abgerissen werden soll. Bei der Besichtigung des Gebäudes lernt er die Aktivistin Zoey kennen, die sich für den Erhalt des Gebäudes einsetzt, so dass Ted sich nicht traut, ihr seinen Beruf mitzuteilen. Ted verliebt sich in sie und verspricht sich für den Erhalt des Gebäudes einzusetzen. Doch sie erfährt, wer Ted ist und will von ihm nichts mehr wissen. Schließlich bemerkt Ted, dass Zoey zu alledem verheiratet ist. Ted muss sich eingestehen, dass er sich nur für Zoey verbogen hat und eigentlich kein Interesse am Erhalt des Gebäudes hatte. Marshall erfährt, dass Lily und Robin Gespräche über ihr Sexleben haben. Seitdem hat er Probleme mit Lily im Bett, da er befürchtet, jedes Fehlverhalten würde direkt an Robin weitererzählt werden. |           |                               |                            |                      |                                       |               |                               |                |
| 118 | 6         | Kinderkram                    | Baby Talk                  | 25. Okt. 2010        | 21. Sep. 2011                         | Pamela Fryman | Joe Kelly                     | 1,28 Mio.      |
| Lily und Marshall wissen nicht wie sie ihr Baby nennen würden. Zudem will Marshall einen Jungen. Derweil hat Robin Probleme mit ihrer Kollegin Becky, die sich kindisch verhält. Ted fängt ein Verhältnis mit ihr an, was Robin nicht gut heißt. Die Freunde fragen sich, warum es viele Männer attraktiv finden, wenn Frauen kindlich sind, dies umgekehrt jedoch nicht der Fall ist, woraufhin Barney Gegenteiliges beweisen will. Als Lily und Marshall ihr Baby zeugen wollen, nehmen sie beide Hinweise aus dem Internet bzw. von Marshalls Vater an, welche dabei helfen sollen ein Mädchen bzw. einen Jungen zu zeugen, doch letzten Endes ist es ihnen egal, welches Geschlecht ihr Baby haben wird. Am Ende der Episode wird gezeigt, dass Ted sein Verhältnis zu Becky beendet. |           |                               |                            |                      |                                       |               |                               |                |
| 119 | 7         | Wir kümmern uns               | Canning Randy              | 1. Nov. 2010         | 28. Sep. 2011                         | Pamela Fryman | Chuck Tatham                  | 1,30 Mio.      |
| Die GNB dreht einen Werbespot um ihr Image aufzubessern, nur Marshall weigert sich mitzuspielen. Robin verschweigt etwas – wie sich herausstellt hat sie einen Werbespot für Erwachsenenwindeln gedreht. Zoey nimmt an Teds Vorlesung teil und macht ihn bei seinen Studenten unbeliebt. Marshall feuert Randy, einen unfähigen Mitarbeiter, hat deswegen aber ein schlechtes Gewissen und stellt ihn zu dessen Unmut wieder ein, da er sich von der Abfindung einen Lebenstraum erfüllen wollte. Am Ende sieht er ein, dass er Randy am meisten hilft, wenn er sein Ideal, nie wieder jemanden zu entlassen, hinter sich lässt und er feuert Randy. |           |                               |                            |                      |                                       |               |                               |                |
| 120 | 8         | Der Captain                   | Natural History            | 8. Nov. 2010         | 28. Sep. 2011                         | Pamela Fryman | Carter Bays & Craig Thomas    | 1,30 Mio.      |
| Die Freunde gehen zum Herbstempfang des Natural History Museum. Auch Zoey und ihr Mann, der Captain, sind da. Barney und Robin überbieten sich darin, unerlaubt Ausstellungsstücke anzufassen, bis sie erwischt werden. Es zeigt sich, dass Barney schon als Kind sein Unwesen im Museum getrieben hat und sein vermeintlicher Onkel die Papiere damals als sein Vater unterschrieben hat (womit Barney endlich weiß, wer sein Vater ist). Marshall überlegt weiter für die GNB zu arbeiten, wovon Lily enttäuscht ist. Ted gibt Zoey gegenüber zu, dass auch er das Arcadian toll findet, was sie aufnimmt. Der Captain verspricht Ted, die Aufnahme zu löschen, was Ted aber ablehnt. Zoey hat all das mit angehört. |           |                               |                            |                      |                                       |               |                               |                |
| 121 | 9         | Glitter                       | Glitter                    | 15. Nov. 2010        | 5. Okt. 2011                          | Pamela Fryman | Kourtney Kang                 | 1,20 Mio.      |
| Barney hat ein weiteres Video von Robin Sparkles gefunden, das sie in einer Kinderserie zeigt. Über die Serie ausgefragt, erfahren die anderen, dass Jessica Glitter, die Serienpartnerin von Robin, einst ihre beste Freundin war, bis sie schwanger wurde. Daraufhin glaubt Lily, dass Robin ihr die Freundschaft kündigen werde, sobald sie und Marshall ein Kind erwarten. Marshall bringt Lily zu Jessica Glitter. Hier erfährt Lily, dass nicht Robin Jessica die Freundschaft gekündigt hat, sondern umgekehrt, da Jessica nur noch für ihr Kind sorgen wollte. Reumütig kehrt Lily zu Robin zurück und verspricht ihr, dass sie stets an zweiter Stelle nach dem Kind, wenn es denn mal kommen sollte, kommen wird. |           |                               |                            |                      |                                       |               |                               |                |
| 122 | 10        | Blitzgiving                   | Blitzgiving                | 22. Nov. 2010        | 5. Okt. 2011                          | Pamela Fryman | Theresa Mulligan Rosenthal    | 1,17 Mio.      |
| Es ist Teds erstes Thanksgiving als Hausherr. Doch die Nacht davor passierten unglaubliche Dinge, weil er zu früh gegangen ist und somit den Fluch des „Blitz“ innehat. Bei der Party wurde Teds Ofen zerstört, weshalb sie zu Zoey fahren, da keiner der Freunde sonst einen Ofen hat. Weil Barney auf dem Weg zu Zoey ein anderes Taxi nimmt ist er der neue Blitz. Bei Zoey zuhause streitet sie sich andauernd mit Ted. Als er sagt, sie sei als Cartoon-Figur Cinderellas böse Stiefmutter, wirft Zoey sie aus der Wohnung. Ted kommt im Taxi drauf, dass Zoey lieber bei ihrem Mann wäre, dessen Stieftochter sie aber nicht mag, woraufhin alle umdrehen und bei Zoey Thanksgiving feiern. Der Blitz geht letzten Endes zurück an den alten Blitz, Steve Henry, einen Freund der Gruppe. Gaststar: Jorge Garcia als Steve Henry, Der Blitz |           |                               |                            |                      |                                       |               |                               |                |
| 123 | 11        | Die Meerjungfrauen-Theorie    | The Mermaid Theory         | 6. Dez. 2010         | 12. Okt. 2011                         | Pamela Fryman | Robia Rashid                  | 1,33 Mio.      |
| Ted und Zoey gehen zusammen aus, was die Freunde seltsam finden, da Zoey verheiratet ist. Deswegen versucht Ted sich auch mit dem Captain anzufreunden, der Ted jedoch Angst einjagt. Robin und Marshall wollen etwas zu zweit unternehmen. Marshall hatte das wegen der Meerjungfrauen-Theorie vermieden, die besagt, dass eine Frau, je länger man Zeit mit ihr verbringt, irgendwann attraktiv erscheint. Lily ist gemein zu Barney und sie streiten, doch der alte Ted hat vergessen, warum. Dann fällt ihm ein, dass eigentlich Barney gemein zu Lily war, als sie schwanger war (und dass dieser Teil der Geschichte somit zu einem anderen Zeitpunkt spielt). |           |                               |                            |                      |                                       |               |                               |                |
| 124 | 12        | Positiv denken                | False Positive             | 13. Dez. 2010        | 12. Okt. 2011                         | Pamela Fryman | Craig Gerard & Matthew Zinman | 1,40 Mio.      |
| Der Schwangerschaftstest von Lily und Marshal fällt positiv aus. Auf Grund der Schwangerschaftsnachricht denken die Freunde über ihr eigenes Leben nach und verfallen in Panik. Barney nutzt seine Jahresbonuszahlung um Geschenke zu verteilen, Lily und Marshall renovieren innerhalb eines Tages das Kinderzimmer und Robin nimmt einen Job als Assistentin in einer Spielshow an, obwohl sie ein Job in dem Büro einer Nachrichtenagentur erhalten könnte. Als sich alle treffen und den anderen von ihren Entscheidungen erzählen, rastet Ted aus und bringt Robin dazu, doch den Job in der Nachrichtenagentur anzunehmen, Barney, dass er seinen Anzug verkauft und schickt Lily und Marshall ins Bett um ein Kind zu zeugen. |           |                               |                            |                      |                                       |               |                               |                |
| 125 | 13        | Schlechte Nachrichten         | Bad News                   | 3. Jan. 2011         | 19. Okt. 2011                         | Pamela Fryman | Jennifer Hendriks             | 1,27 Mio.      |
| Lily wird nicht schwanger und wendet sich deshalb an einen Spezialisten. Dieser ist zu Lilys Verunsicherung der Doppelgänger von Barney. Robin hat einen neuen Job, wo auch ihr ehemaliger Kollege arbeitet, der peinliche Geschichten über Robin erzählt. Die beschließt, die Sache mit Humor zu nehmen. Marshall hat Angst, unfruchtbar zu sein und gerät zusätzlich unter Druck als seine Eltern zu Besuch kommen. Es zeigt sich, dass er nicht unfruchtbar ist. Doch als Marshall seinen Vater anrufen und ihm davon erzählen will, überbringt Lily ihm eine schlechte Nachricht: Marshalls Vater ist an einem Herzinfarkt gestorben. Trivia: Es erscheinen die Zahlen 50 bis 0 im Hintergrund bis zum Tod von Marshalls Vater |           |                               |                            |                      |                                       |               |                               |                |
| 126 | 14        | Letzte Worte                  | Last Words                 | 17. Jan. 2011        | 19. Okt. 2011                         | Pamela Fryman | Carter Bays & Craig Thomas    | 1,34 Mio.      |
| Die Freunde sind zur Beerdigung von Marshalls Vater nach Minnesota gefahren. Barney und Ted versuchen, Marshall aufzuheitern. Das Thema der Trauerfeier soll „letzte Worte“ sein und Marshall überlegt, was sein Vater als letztes zu ihm gesagt hat, dabei entdeckt er eine Nachricht von diesem auf seiner Mobilbox. Endlich kann er sich überwinden, die Nachricht abzuhören. Auf dieser sagt sein Vater ihm, dass er ihn liebt und dass er Fußpilz hat. Marshall beschließt die Worte für sich zu behalten. |           |                               |                            |                      |                                       |               |                               |                |
| 127 | 15        | Oh Honey                      | Oh Honey                   | 7. Feb. 2011         | 26. Okt. 2011                         | Pamela Fryman | Carter Bays & Craig Thomas    | 1,25 Mio.      |
| Marshall ist noch immer in Minnesota, als er einen Anruf von Robin erhält. Sie erzählt, dass Zoey bei Robins verpatzter Dinnerparty ein Date zwischen Ted und ihrer Cousine Honey arrangierte. Honey (Katy Perry) ist naiv und attraktiv, was Barney begeistert, sodass er mit ihr nach Hause fährt. Denn Ted ist in Zoey verliebt. Da sie verheiratet ist, kündigt Ted die Freundschaft, indem er Zoey erzählt, dass Lily sie nicht mag. Sie schiebt die Schuld auf Robin und Robin auf Marshall. Dieser findet durch ein Telefonat mit Honey heraus, dass sich Zoey und ihr Mann scheiden lassen – und Zoey auch in Ted verliebt ist. In letzter Sekunde erreicht Marshall die beiden Streithähne per Telefon und sie küssen sich. |           |                               |                            |                      |                                       |               |                               |                |
| 128 | 16        | Der Verzweiflungstag          | Desperation Day            | 14. Feb. 2011        | 26. Okt. 2011                         | Pamela Fryman | Tami Sagher                   | 1,26 Mio.      |
| Anlässlich des Valentinstages besucht Lily Marshall in Minnesota, wo Marshall sich von seiner Mutter bedienen lässt. Diese ist genervt von Marshall, kann das diesem aber nicht sagen. Weil Ted die Beziehung zu Zoey unter Druck setzt, fährt auch er nach Minnesota. Doch er und Marshall beschließen, sich nicht weiter zu verstecken und fahren heim. Barney lernt Robins Arbeitskollegin Nora kennen und hat mit ihr sein erstes Date am Valentinstag. |           |                               |                            |                      |                                       |               |                               |                |
| 129 | 17        | Die Müllinsel                 | Garbage Island             | 21. Feb. 2011        | 26. Okt. 2011                         | Michael Shea  | Tom Ruprecht                  | 1,23 Mio.      |
| Barney ist verknallt in Nora, will das aber nicht zugeben. Ted möchte Zoeys Sachen holen und trifft den Captain, der nicht weiß, dass Ted und Zoey jetzt zusammen sind und nach dem Mann sucht, für den Zoey ihn verlassen hat. Marshall stürzt sich auf den Plan, die Umwelt retten zu wollen, was Lily frustriert, da Marshall nicht mit ihr schlafen will. Am Ende entschließt Barney, Nora anzurufen. Lily rät Marshall, falls er die Umwelt retten will, bei der GNB zu kündigen und Ted sieht ein, dass er Zoey „gestohlen“ hat und dass das aber so sein sollte. |           |                               |                            |                      |                                       |               |                               |                |
| 130 | 18        | Sinneswandel                  | A Change of Heart          | 28. Feb. 2011        | 26. Okt. 2011                         | Pamela Fryman | Matt Kuhn                     | 1,12 Mio.      |
| Nach dem Tod von Marshalls Vater unterziehen sich alle bis auf Barney einer Herzuntersuchung. Barney hat bereits das zweite Date mit Nora, was ihm die anderen unter die Nase reiben. Immer wenn er ihren Namen sagt, muss er lächeln. Kurz vor dem Treffen erkrankt Barney und Nora pflegt ihn gesund. Als sich Barney doch der Untersuchung unterzieht, findet Lily per Herzmonitor heraus, dass Barney Nora anlügt, er wolle heiraten und Kinder bekommen. Doch es ist zu spät, denn er hat es Nora bereits gebeichtet. Da Marshall Robin einsam nennt, nimmt sich Robin den nächstbesten Mann als neuen Freund, der ihr über den Weg läuft. Dieser benimmt sich wie ein Hund. |           |                               |                            |                      |                                       |               |                               |                |
| 131 | 19        | Legen-Dad                     | Legendaddy                 | 21. März 2011        | 16. Nov. 2011                         | Pamela Fryman | Dan Gregor & Doug Mand        | 1,12 Mio.      |
| Barney trifft seinen Vater Jerry. Barney erzählt den Freunden, dass dieser angeblich die gleiche Lebenseinstellung habe wie er selbst. Alle erfahren jedoch, dass er in Wirklichkeit gesitteter Familienvater geworden ist. Die Freunde bitten Barney, seinen Vater wieder zu sehen. Anschließend fahren sie ihn zu ihm. Seine Freunde warten derweil im Auto, wo sie Marshall gegenüber zugeben, dass sie in letzter Zeit netter mit ihm umgegangen sind, da sein Vater gestorben war. Währenddessen wird Barney eifersüchtig, weil sein jüngerer Halbbruder Jerome Junior nach seinem Vater benannt wurde. Daraufhin geht er aus dem Haus und will den Basketballkorb, der über der Garage hängt, abschrauben. Jerry hilft ihm dabei. Später in Teds Haus sagt er entgegen seinen vorherigen Vorschlägen, Stripper-Stangen auf der Terrasse aufzustellen, dass dort lieber der Korb hängen sollte. Denn kein Kind sollte ohne Basketballkorb aufwachsen. |           |                               |                            |                      |                                       |               |                               |                |
| 132 | 20        | Der Rachefeldzug              | The Exploding Meatball Sub | 11. Apr. 2011        | 16. Nov. 2011                         | Pamela Fryman | Stephen Lloyd                 | 1,20 Mio.      |
| Ted und Zoey konkurrieren in ihrer Beziehung, im Gegensatz zu Lily und Marshall. Dieser kündigt seine Stelle bei der GNB, um unbezahlt zum NRDC zu wechseln, worüber Barney auffällig wütend ist. Lily unterstützt ihn dennoch. Barney ist wütend, dass Marshall ihn am Meatball Sub-Day in der Kantine darauf hingewiesen hat, dass er Marinara Sauce auf seiner Krawatte habe. Barney sah Marshall als verantwortlich dafür an und wollte sich, wie er sagte, dafür „rächen“. Wie gezeigt wird, rächt Barney sich 2022 mit einem explodierenden Sub. |           |                               |                            |                      |                                       |               |                               |                |
| 133 | 21        | Der Magier                    | Hopeless                   | 18. Apr. 2011        | 23. Nov. 2011                         | Pamela Fryman | Chris Harris                  | 1,01 Mio.      |
| Barney trifft sich erneut mit seinem Vater Jerry. Er und seine Freunde gehen mit ihm in seinen Club, da Barney glaubt, dass sich die früher eher rebellische Persönlichkeit seines Vaters nicht verändert hat und ihm dies beweisen will. Da er seinem Sohn gefallen will, täuscht dieser vor, sich zu betrinken. Barney betrinkt sich tatsächlich. Beide verlassen den Club und werden festgenommen. Jerry erklärt ihm daraufhin, dass er sich nicht betrunken hat und dass sein alter Lebensstil kein guter war. Marshall und Lily wollen herausfinden, wer von ihnen attraktiver auf das andere Geschlecht wirkt und fragen Frauen bzw. Männer nach Telefonnummern. Letzten Endes erhält Lily diese schneller. Barney hat das Verlangen, eine Bindung mit seinem Vater einzugehen. Am Ende der Episode wird er beim Angeln mit Jerry und J.J gezeigt.                                                                                                   |           |                               |                            |                      |                                       |               |                               |                |
| 134 | 22        | Der ideale Drink              | The Perfect Cocktail       | 2. Mai 2011          | 23. Nov. 2011                         | Pamela Fryman | Joe Kelly                     | 1,15 Mio.      |
| Nachdem Marshall gekündigt hat, bewirbt er sich bei einer Umweltorganisation. Durch Einflussnahme seines ehemaligen Chefs erhält er die Stelle nicht. In seinem Hass verbündet sich Marshall mit Zoey, indem er sie im Kampf gegen den Abriss des Arcadian Hotels unterstützt. Dies verärgert Barney so sehr, dass sie in einen Streit geraten und sich gegenseitig Streiche spielen. Zoey und Ted sind auf dem Weg zu einem Wochenende auf dem Land. Beim Streit mit Zoey über das Arcadian Hotel, beschließen sie es nicht abreißen zu lassen, sofern Zoey eine Nacht dort übernachtet. Im Hotel erzählt Zoey Ted, dass sie als junges Mädchen dort aufgewachsen ist und ihre Kindheit mit dem Hotel verbindet. Ted steht damit nun auf ihrer Seite, obwohl sie doch nicht im Hotel übernachten. Währenddessen haben sich Barney und Marshall betrunken versöhnt, vergessen dies jedoch wieder, da sie zu viel getrunken haben.                          |           |                               |                            |                      |                                       |               |                               |                |
| 135 | 23        | Denkmal                       | Landmarks                  | 9. Mai 2011          | 30. Nov. 2011                         | Pamela Fryman | Carter Bays & Craig Thomas    | 1,08 Mio.      |
| Marshall und Ted müssen beim Landmark Preservation Committee (LPC) Gründe für oder gegen den Abriss des Arcadians vorbringen. Da seine Freundin Zoey gegen einen Abriss ist, überlegt Ted Gleiches von sich zu behaupten. Würde er dies tun, verlieren er und Barney ihre Jobs bei der GNB. Darum ist er dann doch für den Abriss. Zoey spielt jedoch eine Tonbandaufnahme vor, in der er das Gegenteil behauptet. Alle sind überzeugt, dass sich das LPC gegen den Abriss entscheidet. Daher schlägt Lily vor, dass der Löwenkopf am Gebäude, der vom LPC als am wichtigsten angesehen wird, entwendet werden soll. Im Gegenzug dieses Plans sollen Ted und Barney ihren Job behalten dürfen. Ohne den Löwenkopf entscheidet sich das LPC am nächsten Tag für den Abriss. |           |                               |                            |                      |                                       |               |                               |                |
| 136 | 24        | Neu ist immer besser          | Challenge Accepted         | 16. Mai 2011         | 30. Nov. 2011                         | Pamela Fryman | Carter Bays & Craig Thomas    | 1,15 Mio.      |
| Barney und Ted streiten sich darüber, wer von ihnen den Knopf für die Sprengung des Arcadians drücken darf. Derweil kommt raus, dass Teds Ex-Freundin Zoey sich mit ihm treffen will, er entscheidet sich aber dagegen. Lily kauft für sich und Marshall ihre Lieblingssuppe und nach dem Essen erkrankt sie anscheinend an einer Lebensmittelvergiftung. Marshall der auch von der Suppe aß, erwartet Gleiches. Er verlässt deswegen ein Vorstellungsgespräch frühzeitig. Am nächsten Tag soll das Arcadian gesprengt werden. Barney überlässt Ted die Sprengung. Man erfährt, dass Lily schwanger ist und keine Lebensmittelvergiftung hatte. Barney trifft nach der Sprengung mit Robin auf Nora, eine Ex-Freundin, und fragt sie, ob sie noch einmal mit ihm ausgehen wolle, was diese bejaht. Die Kamera zeigt kurz die traurige Robin. Ein Blick in die Zukunft zeigt, dass Barney heiraten wird.                                                    |           |                               |                            |                      |                                       |               |                               |                |